# Harry Ludwig Martin
Harry Ludwig Martin (* um 1803 wohl in Hannover; † nach 1870 in Osterode am Harz) war ein deutscher Richter und Politiker.

## Leben
Harry Ludwig Martin war einer der Söhne des hannoverschen Generals David August Martin (1764–1829). Er besuchte die Schule in Gotha und studierte von 1822 bis 1825 Rechtswissenschaften an der Universität Göttingen, wo er Mitglied des Corps Hannovera Göttingen wurde. Nach dem Studium trat er 1827 in den Justizdienst des Königreichs Hannover ein als Auditor im Amt Calenberg und wurde 1828 nach Hannover versetzt. Von 1830 bis 1839 war er als Assessor in Hannover tätig, 1839 auch in Hildesheim. 1841 wurde er Justizrat im Justizministerium des Königreichs. Martin wurde 1849 Oberappellationsgerichtsrat in Celle und 1858 Direktor des Obergerichts in Osterode am Harz. Er gehörte, zuletzt  als Kronoberanwalt, dem Staatsrat des Königreichs Hannover von 1841 bis 1848 und 1856 bis 1866 als außerordentliches Mitglied an.

## Schriften
- Der Umfang des landesrichterlichen Prüfungsrechts hinsichtlich des Entstehens gültiger Gesetze und Verordnungen in den constitutionellen deutschen Bundesstaaten nach allgemeiners und hannoverschen Rechten; 1865